# 30 décembre 1986
Le mardi 30 décembre 1986 est le 364e jour de l'année 1986.

## Naissances
- Adriana Dorn, Miss Nicaragua 2011
- Apolline Dreyfuss, nageuse synchronisée française
- Caity Lotz, actrice américaine
- Cheikh Gueye, footballeur sénégalais
- Domenico Criscito, footballeur italien
- Ellie Goulding, chanteuse britannique
- Faitotoa Asa, joueur néo-zélandais de rugby à XV
- Faye Marsay, actrice britannique
- Gianni Zuiverloon, footballeur néerlandais
- Gilver Zurita, coureur cycliste bolivien
- Gleidionor Figueiredo Pinto Júnior, joueur de football brésilien
- Laredo Kid, catcheur mexicain
- Marcelo Díaz, joueur de football chilien
- Marcus Julien, joueur de football international grenadien
- Maroua Chebbi, joueuse tunisienne de football
- Matt Banahan, joueur anglais de rugby à XV
- Max Walker, acteur canadien
- Meggan Mallone, actrice pornographique américaine
- Mohamed Koffi, footballeur ivoirien
- Nikki Harris, cycliste anglaise
- Onyekachi Apam, footballeur nigérien
- Shane Perkins, coureur cycliste australien
- Sierra Fellers, skater professionnel américain

## Événements
- Création de l'institut valencien d'art moderne
- le président américain Ronald Reagan annonce la mise en place de droits de douane de 200 % sur plusieurs types de produits en provenance de la Communauté européenne : cognac, gin, fromages[1]…